# Childéric (émission de télévision)
Pour les articles homonymes, voir Childéric.
Childéric est une émission de télévision française animée par Childeric Muller inspirée par l'émission britannique Top of the Pops et diffusée du 15 septembre 1987 au 28 août 1988 sur La Cinq.

## Principe de l'émission
L'émission musicale est diffusée à partir du 15 septembre 1987 dans un premier temps le mercredi, rediffusée le dimanche, puis le samedi après-midi. Lancée par Marie-France Brière et animée par Childéric Muller (transfuge de la défunte TV6), la programmation est assurée par Nathalie André. Les chansons interprétées dans l'émission seront rediffusées en interlude sous le titre La Cinq, musique ou en cas de panne technique jusqu'en 1990.
- Multitop Nuggets-RMC-La Cinq: Ce classement des meilleures ventes de disques dans les magasins Nuggets était présenté dans l'émission Childéric et simultanément sur RMC.